# Whatever
Whatever je druhým vydaným EP české kapely I Like You Hysteric. Vyšlo 28. 10. 2010, obsahuje 4 skladby o celkové stopáži 17 minut. EP bylo nahráno ve studiu GM pod režií Martina Roženka.

## Seznam skladeb
1. Limited - 05:21
2. I Don't Get It - 04:06
3. The Year Of The Tiger - 04:02
4. Spikey (Try To Say: Boys Can't Make Pancakes.) - 03:50